# CENTR

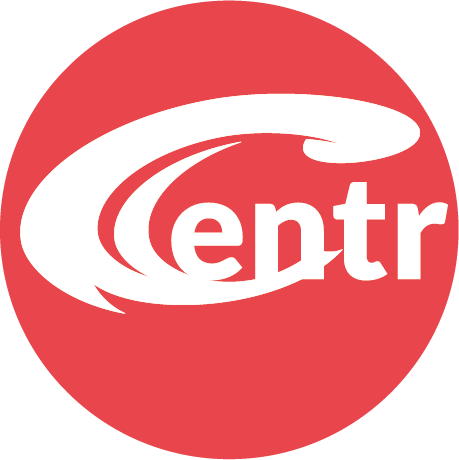
로고

유럽 지역 국가 최상위 도메인 레지스트리 협회(영어: CENTR; The Council of European National TLD Registries)는 ccTLD 레지스트리에게 영향을 주는 정책 사안 토론을 위한 포럼을 제공하는 단체이다. 유럽 국가를 중심으로 구성되었지만, 회원 자격에 지리적 제한은 없다. 이란, 일본, 뉴질랜드, 캐나다 ccTLD 레지스트리도 회원으로 가입해 있다.

## 같이 보기
- ICANN